# Großsteingrab Gandløse Eget 3
Das Großsteingrab Gandløse Eget 3 ist eine megalithische Grabanlage der jungsteinzeitlichen Nordgruppe der Trichterbecherkultur im Kirchspiel Ganløse in der dänischen Kommune Egedal.

## Lage
Das Grab liegt nördlich von Ganløse im Südosten des Waldgebiets Ganløse Eged. In der näheren Umgebung gibt bzw. gab es zahlreiche weitere megalithische Grabanlagen.

## Forschungsgeschichte
In den Jahren 1875 und 1942 führten Mitarbeiter des Dänischen Nationalmuseums Dokumentationen der Fundstelle durch.

## Beschreibung
Die Anlage besitzt eine nord-südlich orientierte rechteckige Hügelschüttung, über deren Größe leicht unterschiedliche Angaben vorliegen. Der Bericht von 1875 nennt eine Länge von 17 m und eine Breite zwischen 9 m und 9,5 m. Der Bericht von 1942 nennt eine Länge von 18 m und eine Breite von 6 m. Von der Umfassung sind acht Steine an der westlichen und sieben an der östlichen Langseite sowie zwei an der nördlichen Schmalseite erhalten.
In der Mitte des Hügels befindet sich eine Grabkammer, die als Urdolmen anzusprechen ist. Sie ist ost-westlich orientiert und hat einen rechteckigen Grundriss. Sie hat eine Länge von 2,5 m und eine Breite von 0,8 m. Die Kammer besteht aus je zwei Wandsteinen an den Schmalseiten und einem Wandstein an der nördlichen Langseite. Die Südseite ist offen. Auf den Wandsteinen liegt ein einzelner Deckstein auf.
Der Hügel enthält außerdem zwei kleinere Steinkisten, bei denen es sich um Nachbestattungen der späten Bronzezeit handelt. Sie sind jeweils 0,9 m lang und 0,5 m breit und bestehen aus je vier Steinen.